# Operatietafel

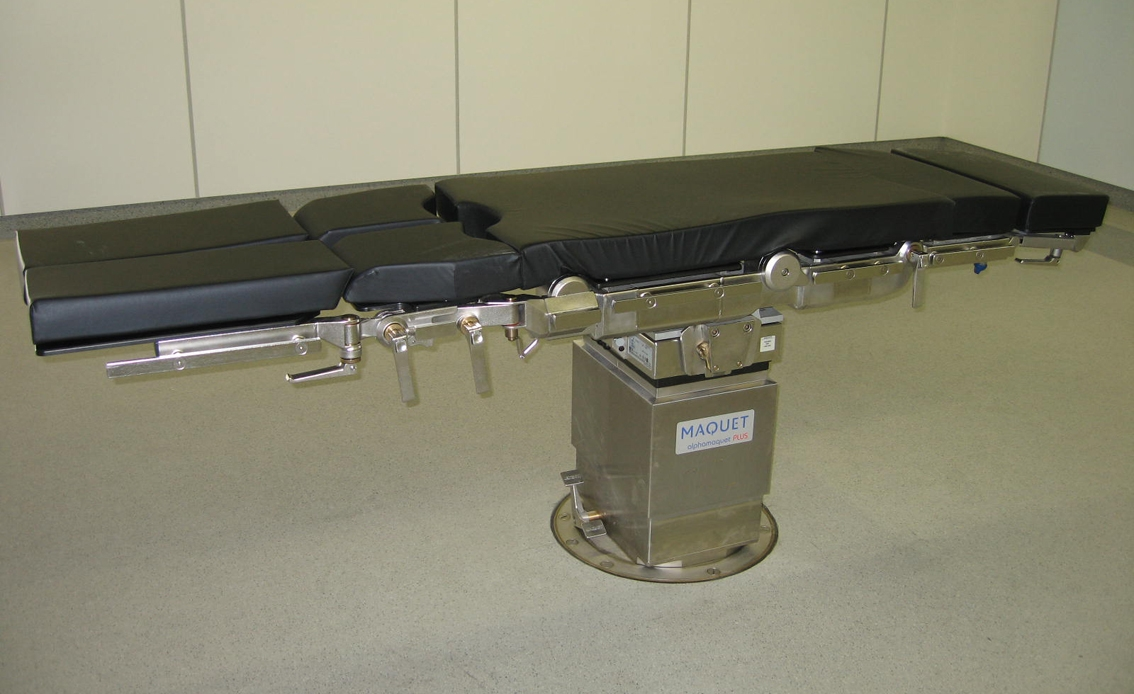
Operatietafel

Een operatietafel is een tafel waar een patiënt op ligt tijdens een operatie. Deze tafel is onmisbaar in de operatiekamer. De operatietafel heeft een centrale poot.
Tijdens een operatie is de juiste werkhoogte voor een chirurg van belang. Mede om deze reden is de operatietafel verstelbaar in hoogte en om logistieke redenen verrijdbaar. Daarnaast moet de tafel in staat zijn een bepaald gewicht te dragen.
Een operatietafel is ongeveer zestig centimeter breed en minstens twee meter lang. Het blad van de operatietafel dient doorlaatbaar te zijn voor röntgenstraling en een directe verstelling in een noodpositie (trendelenburgligging) te bezitten. Een appendagerail is bij iedere operatietafel aanwezig en in Europa ISO-genormeerd.
De metalen onderdelen van een operatietafel zijn gemaakt van roestvast staal, dat bestand is tegen roesten en de inwerking van chemisch agressieve middelen. Belangrijk, om voor de hand liggende redenen, is verder dat een operatietafel goed te reinigen is. Vaak is de operatietafel bekleed met een zachte, vervormbare bekleding.
Boven de tafel hangt een onderzoeks- of operatielamp. Deze lamp bestaat uit meerdere lichtpunten, om er zo voor te zorgen dat er zo weinig mogelijk schaduw op het operatiegebied valt.